# Caesalpinia wootonii
Caesalpinia wootonii là một loài thực vật có hoa trong họ Đậu. Loài này được (Britton) Eifert miêu tả khoa học đầu tiên năm 1975.